# Internationella mansdagen
Internationella mansdagen firas årligen den 19 november sedan 1999. Dagen avser att fokusera på mäns hälsa, uppmärksamma mäns bidrag till samhället, förbättrade relationer samt lyfta fram positiva manliga förebilder. I Sverige ses dagen av många som en motsvarighet till den internationella kvinnodagen.
Internationella mansdagen firas enligt australiska "International Men's Day" på flera håll i Oceanien (i Australien och Nya Zeeland), Nordamerika (i Kanada och USA), Centralamerika (i Haiti, Jamaica och Trinidad och Tobago), Afrika (i Ghana och Sydafrika), Asien (i Indien, Kina och Singapore) och Europa (i Georgien, Irland, Italien, Malta, Nederländerna, Spanien, Storbritannien och Ungern).
Under 2009 ratificerades följande huvudsakliga mål att beakta under internationella mansdagen:
- Att främja positiva manliga förebilder, inte bara filmstjärnor och idrottsmän, utan även vanliga män som lever anständiga och hederliga liv.
- Att fira männens positiva bidrag till samhället, gemenskap, familj, äktenskap, barnomsorg och för miljön.
- Fokus på mäns hälsa och välbefinnande, socialt, emotionellt, fysiskt och andligt.
- Att belysa diskriminering mot män i socialomsorg, sociala attityder och förväntningar samt lag och rätt.
- Att förbättra relationen mellan könen och främja jämställdhet.
- Att skapa en säkrare, bättre värld, där människor kan vara trygga och växa för att nå sin fulla potential.[2]

Ibland firas internationella mansdagen i samband med internationella barndagen som inträffar dagen därpå, den 20 november.